# Porsche WSC-95

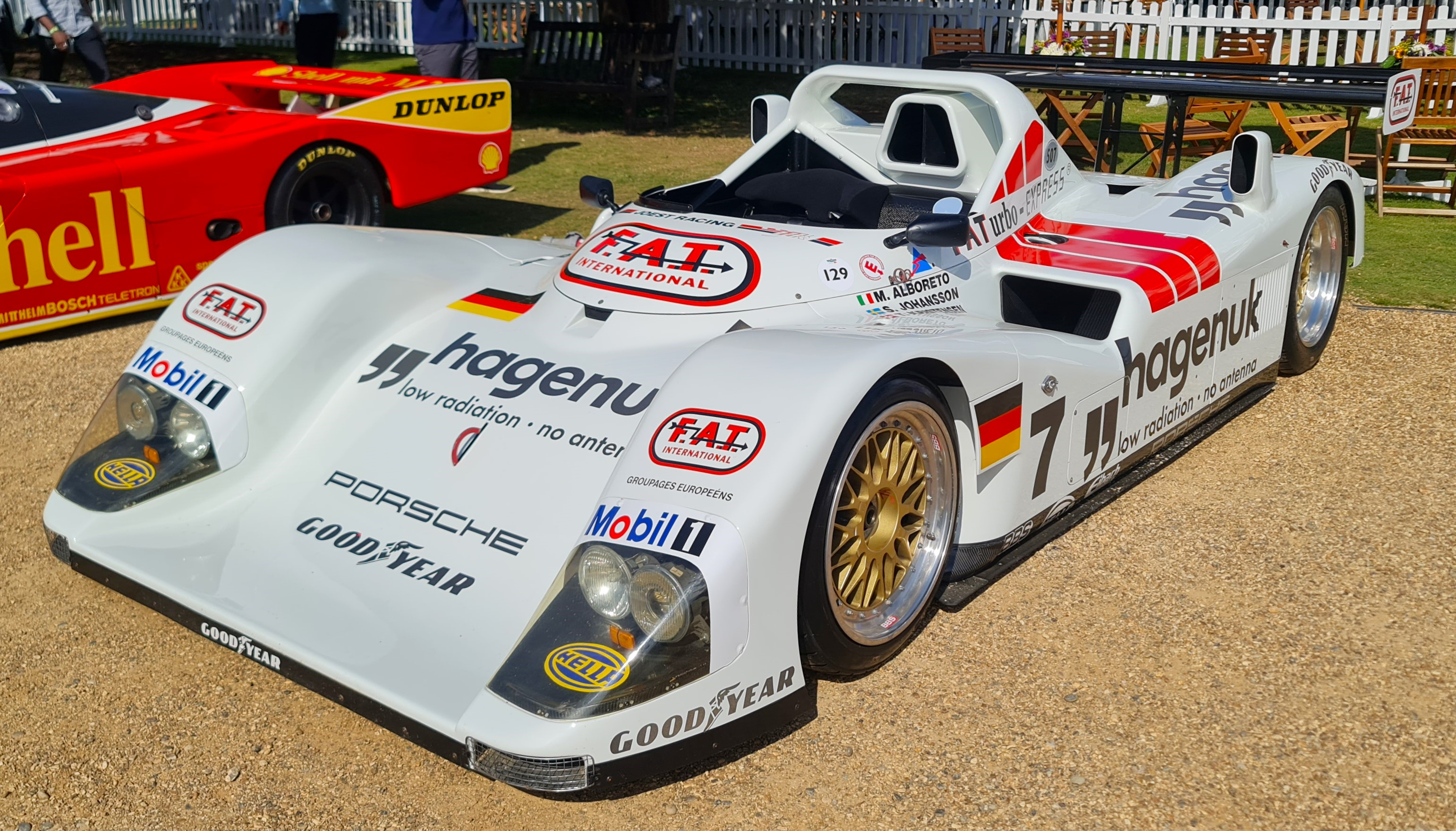
Оригинальный WSC-95 в Донингтон Парке

Porsche WSC-95 (иногда упоминаемый как TWR WSC-95) — прототип Ле-Мана, изначально построенный Tom Walkinshaw Racing. Он был модифицирован Porsche из оригинального Jaguar XJR-14 группы C, от которого он произошел, и управлялся компанией Joest Racing. Изначально WSC-95 предназначался для участия в чемпионате IMSA World Sportscar Championship, но в гонках участвовал очень мало, хотя и выиграл «24 часа Ле-Мана» в 1996 и 1997 годах, не будучи признанным в качестве проекта, поддерживаемого заводом. Позже он был модернизирован в Porsche LMP1-98, после чего был снят с производства. Всего было построено два автомобиля.

## Разработка
В 1994 году компания Porsche одобрила начало проекта по разработке прототипа для серии International Motor Sports Association (IMSA), выступающей по правилам World Sports Car (WSC). Автомобиль не был заводским, но был одобрен Porsche и использовал некоторые их наработки и, прежде всего, их силовую установку. Tom Walkinshaw Racing (TWR) использовала шасси XJR-14 с номером 691, модифицированное Porsche.
В качестве двигателя Porsche использовала один из своих самых долгоиграющих моторов — Type-935 с турбонаддувом Flat-6. Первоначально использовавшийся на Porsche 956 в 1980-х годах, этот двигатель все еще был достаточно мощным, чтобы приводить в движение современные прототипы. В то время как новые модели Porsche 911 GT1 оснащались двигателем объемом 3,2 литра, WSC-95 использовал более компактный двигатель объемом 3,0 литра. Несмотря на меньшие размеры, это обеспечивало WSC-95 лучшую экономию топлива, чем у 911 GT1, что было полезно на длинных дистанциях.
К сожалению, перед сезоном 1995 года регламент IMSA WSC был изменен, что привело к отмене проекта Porsche. Однако в феврале 1996 года Рейнхольд Йост из команды Joest Racing убедил Porsche передать неиспользуемый прототип его команде, чтобы она приняла участие в гонке «24 часа Ле-Мана». Получив одобрение Porsche, Йост выделил деньги на строительство второго автомобиля с нуля, а также на небольшие модификации существующего автомобиля, чтобы соответствовать регламенту Le Mans Prototype (LMP1). Porsche согласилась помочь в разработке автомобиля только в том случае, если Йост согласится оплатить услуги.
После успеха WSC-95, выигравших «24 часа Ле-Мана» в 1996 и 1997 годах, Porsche решила сама заняться этим проектом. Оба шасси WSC-95 подверглись серьезным изменениям в кузове. Нос был поднят посередине, а по бокам скульптурная обработка позволила перенести воздухозаборники для двигателя, что потребовало удаления большого патрубка, расположенного под роллбаром. Боковые части автомобиля также были изменены: большое отверстие для вентиляции радиатора было скрыто, а выхлопные отверстия также были переставлены. Двигатель Type-935 Flat-6 также был модернизирован и увеличен до 3,2 литра. Превратившись в официальное производство завода, автомобили стали называться Porsche LMP1-98s.

## Гоночная история
Два автомобиля WSC-95 были построены как раз к тому времени, когда Joest Racing отправилась на майские тесты в Ле-Ман. Там эти два автомобиля продемонстрировали свой темп, установив пятое и десятое быстрейшие времена, легко опередив заводские Porsche 911 GT1. Несколько недель спустя в Ле-Мане WSC-95 продемонстрировали свои лучшие результаты, и автомобиль № 8 занял поул-позицию, а № 7 — седьмое место. Однако 911 GT1 также улучшились, заняв четвертую и пятую быстрейшие квалификационные позиции. Во время гонки WSC-95 под номером 7 лидировал почти всю гонку, хотя за ним вплотную следовали заводские 911 GT1. Автомобиль № 8 также оставался впереди, но в последние часы гонки столкнулся с механической неисправностью, вызванной столкновением на трассе. В итоге победу в общем зачете одержал автомобиль № 7 в составе Дэйви Джонса, Александра Вурца и Мануэля Ройтера, который всего на круг опередил следующий за ним Porsche 911 GT1. У автомобиля был более легкий износ шин, чем у конкурентов в классе GT1, и он смог отыграть время, меняя шины только на каждом третьем пит-стопе, сделанном для заправки.

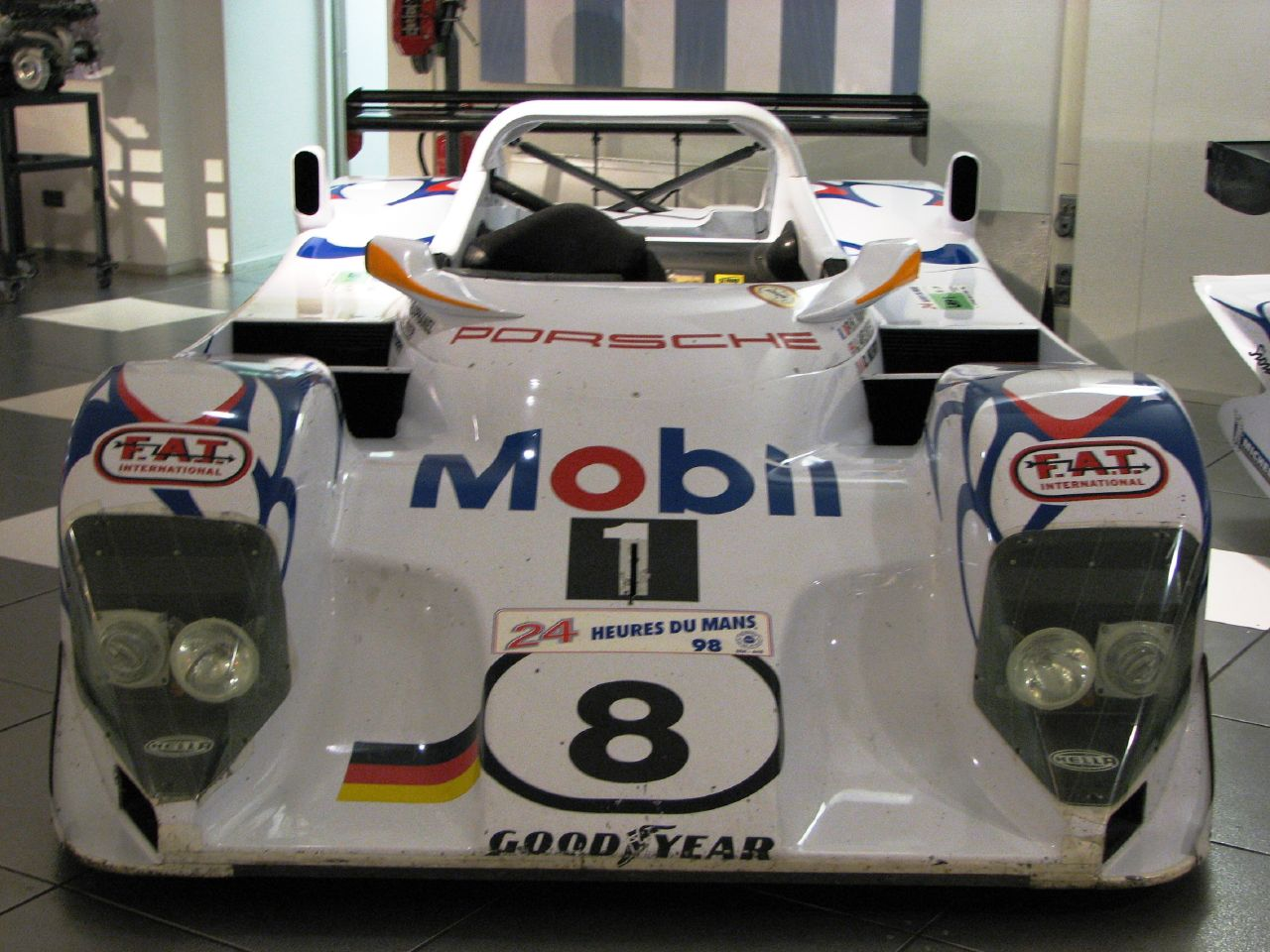
Шасси WSC-95 #002 на выставке в своем обличье Porsche LMP1-98 1998 года.

Несмотря на то, что Джоест первоначально планировал участвовать только в Ле-Мане в 1996 году, команда решила повторить попытку в 1997 году с одним автомобилем. За несколько недель до Ле-Мана Joest решила продемонстрировать свой автомобиль на первом этапе Международной серии спортивных гонок в Донингтон-Парке, где машина одержала уверенную победу. По возвращении в Ле-Ман они продемонстрировали свой темп, вновь заняв поул-позицию. Несмотря на то, что конкуренцию им составляли заводские Porsche 911 GT1, а также новые McLaren F1 GTR, компания Nissan приняла участие в гонке и стремилась одержать общую победу. Однако, в отличие от предыдущего года, 911 GT1 столкнулись с различными трудностями, как у заводской команды, так и у частников. Поэтому финиш свелся к напряженной гонке между McLaren F1 GTR и WSC-95, в которой Joest Racing вновь одержала победу с отрывом в один круг. Победу одержали товарищи по команде Ferrari Формулы-1 1985 и 1986 годов Микеле Альборето и Стефан Йоханссон в паре с новичком Ле-Мана Томом Кристенсеном. Для Кристенсена это была первая из рекордных девяти побед в Ле-Мане.
Осознав потенциал заброшенного WSC-95 в сравнении с 911 GT1, Porsche разработала оба шасси для новой и еще более способной модели LMP1-98. К сожалению, в то же самое время не только Porsche пыталась усовершенствовать 911 GT1 и LMP1-98, но и Nissan, а также новички Toyota, Mercedes-Benz и BMW. По-прежнему управляемые командой Joest Racing, автомобили LMP1-98 показали, что их быстрого темпа не хватает против новых конкурентов, сумев занять в квалификации лишь девятое место. Во время самой гонки LMP1-98 хоть и показали свой темп, но не смогли продержаться всю гонку. У одного автомобиля возникли проблемы с электроникой после 107 кругов, а второй сломал крепления кузова в повороте и не смог продолжить гонку после 218 кругов.
В последний раз LMP1-98 появился на дебютном Petit Le Mans в США. Вместе с одним 911 GT1 оба автомобиля показали отличный темп, но LMP1-98 пришлось довольствоваться вторым местом, уступив Ferrari 333 SP всего несколько секунд после десяти часов гонки.
После 1998 года автомобили LMP1-98 были сняты с производства, а компания Porsche планировала разработать собственный прототип для Ле-Мана в 2000 году. Позже этот проект был отменен, и Porsche вернулась к заводским гонкам прототипов только в 2005 году, когда дебютировал Porsche RS Spyder.

## История шасси
WSC-95 #001
- 1996 24 часа Ле-Мана #7 — победитель
- 1997 ISRS Donington Park #7 — Победитель
- 1997 24 часа Ле-Мана #7 — победитель
- 1998 24 часа Ле-Мана #7 — DNF
- 1998 Petit Le Mans #77 — 2-й

WSC-95 #002
- 1996 24 часа Ле-Мана #8 — DNF
- 1998 24 часа Ле-Мана #8 — DNF